# Castelo de Zanna
O Castelo de Zanna é uma pequena fortaleza, situada na frazione de Majon, na comuna de Cortina d'Ampezzo no sul (dolomítico) dos Alpes de Veneto, região do norte da Itália. É constituído por paredes exteriores baixas e brancas e duas torres de canto brancas, com uma pequena capela dedicada à Santíssima Trindade. A construção do castelo começou em 1694, mas em 19 de agosto de 1696, as obras foram interrompidas; o edifício permaneceu inacabado em 1809, quando foi queimado pelas tropas revolucionárias francesas que haviam invadido Ampezzo.